# Rudolf Wolke
Pour les articles homonymes, voir Wolke.
Rudolf Wolke (né le 9 juin 1906 à Berlin et mort le 12 mars 1979 à Berlin) est un coureur cycliste allemand. Professionnel entre 1928 et 1937, il a remporté le Großen Opelpreis von Deutschland, prédécesseur du Tour d'Allemagne, en 1927 et a pris la deuxième place du championnat du monde sur route amateurs la même année. Il a participé au Tour de France en 1930 et 1934 avec l'équipe d'Allemagne. Son frère Bruno a également été cycliste professionnel.

## Palmarès
- 1927
  - Großen Opelpreis von Deutschland :
    - Classement général
    - 2e, 3e, 9e, 12e et 15e étapes

  - Tour de Cologne amateurs
  - Olympia's Tour :
    - Classement général
    - 3e et 4e étapes

  -  Médaillé d'argent du championnat du monde sur route amateurs
  - 3e du championnat d'Allemagne du contre-la-montre par équipes amateurs
- 1928
  - Quer durch Thüringen
- 1930
  - 10e étape du Tour d'Allemagne
- 1934
  - 2e de Berlin-Cottbus-Berlin
  - 2e de Tour du Harz (de)
- 1936
  - 2e de Berlin-Cottbus-Berlin
- 1939
  - 2e de Berlin-Cottbus-Berlin

## Résultats sur le Tour de France
2 participations
- 1930 : abandon (17e étape)
- 1934 : abandon (8e étape)